# Nikola Gjorgjev
Nikola Gjorgjev (mazedonisch Никола Ѓорѓев; * 22. August 1997 in Zürich) ist ein nordmazedonischer-schweizerischer Fussballspieler.

## Karriere

### Verein
Gjorgjev begann seine Karriere beim FC Wettingen. 2008 kam er in die Jugend des Grasshopper Club Zürich. Im August 2013 debütierte er für die U-21-Mannschaft von GCZ in der 1. Liga, als er am zweiten Spieltag der Saison 2013/14 gegen den FC Concordia Basel in der 77. Minute für Nikola Stevanović eingewechselt wurde.
Seinen ersten Treffer für die U-21-Mannschaft erzielte er im Oktober 2014 beim 4:3-Sieg gegen den FC Baden. Im Februar 2015 stand er gegen den FC Basel erstmals im Kader der Profis. Sein Debüt in der Super League gab er im März 2015, als er am 24. Spieltag der Saison 2014/15 gegen den FC Thun in der 77. Minute für Yoric Ravet ins Spiel gebracht wurde. Im August 2015 erzielte er gegen den FC Vaduz sein erstes Tor in der höchsten Schweizer Spielklasse.
Zur Saison 2017/18 wurde er für zwei Jahre in die Niederlande an den FC Twente Enschede verliehen. Nachdem er nur auf zwei Einsätze in der Eredivisie gekommen war, wurde er im Februar 2018 an den Schweizer Zweitligisten FC Aarau verliehen, welcher auch eine Option für ein weiteres Engagement erhielt. Diese Option wurde allerdings nicht gezogen und daraufhin verliess Gjorgjev Aarau nach Saisonende wieder und kehrte zum Grasshopper Club Zürich zurück.
Nachdem er 2021 mit GC den Wiederaufstieg in die Super League erreicht hatte, kam er kaum mehr zum Einsatz und wurde im Februar 2022 zum FC Schaffhausen ausgeliehen. Diesen verhalf er mit vier Toren und fünf Assists zur Qualifikation in die Barrage, welche gegen den FC Luzern verloren ging. Nach seiner Rückkehr zu GC wurde sein Vertrag nicht mehr verlängert und er kehrte damit zurück zum FC Aarau, wo er einen Zwei-Jahres-Vertrag unterschrieb.

### Nationalmannschaft
Gjorgjev spielte 2012 erstmals für eine Schweizer Nationalauswahl: Im Mai 2012 wurde er im Spiel der U-15-Auswahl gegen die Slowakei eingesetzt. Im selben Jahr spielte er zudem erstmals für die U-16-Mannschaft. Sein erstes Spiel für die Schweizer U-17-Mannschaft machte er im März 2014 gegen Russland. Zwischen 2014 und 2016 kam er zudem noch für die U-18- und U-19-Auswahlen der Schweiz zum Einsatz.
Im April 2016 entschied sich der Sohn mazedonischer Eltern für deren Heimatland zu spielen. Im Mai 2016 debütierte er für Mazedoniens A-Nationalmannschaft, als er in einem Testspiel gegen Aserbaidschan in der 59. Minute für Aleksandar Trajkovski eingewechselt wurde. Sein erstes Pflichtspiel für Mazedonien absolvierte er im September 2016, als er im WM-Qualifikationsspiel gegen Albanien in der 74. Minute Ferhan Hasani ersetzte.
Mit der U-21-Mannschaft Mazedoniens nahm er 2017 an der Europameisterschaft teil. Gjorgjev kam in allen drei Spielen der Mazedonier zum Einsatz, die als Letzter der Gruppe B in der Vorrunde ausschieden, und erzielte dabei gegen Serbien einen Treffer.